# DX Studio
DX Studio war ein Autorensystem von WorldWeaver. Es ist in einer kostenlosen und in zwei kostenpflichtigen Versionen erhältlich. Die Engine ist für 3D-Videospiele, Simulationen und Präsentationen geeignet. DX-Studio-Projekte können entweder als eigenständige Programme ausgeführt werden oder aber auch im Browser, Microsoft-Office-Produkten oder Visual Studio eingebettet werden.

## Entwicklung
DX Studio wird von Worldweaver Ltd entwickelt. Das Unternehmen wurde 1996 von Chris Sterling gegründet, um PC-Spiele zu entwickeln.
Die Entwicklung von DX Studio begann 2002; die erste Version wurde 2005 veröffentlicht. Seither wuchs die Benutzerbasis auf 30.000 Personen weltweit.

### Entwicklungsgeschichte
- November 2005 – DX Studio 1.0 veröffentlicht
- Mai 2007 – DX Studio 2.0 veröffentlicht[3]
- September 2008 – DX Studio 3.0 veröffentlicht[4]
- Juni 2009 – DX Studio 3.1 veröffentlicht[5]

## Features
Das System enthält 2D- und 3D-Editoren und unterstützt JavaScript als Scriptsprache. Die Dokumente können aber auch von außerhalb des Players gesteuert werden, indem man das ActiveX/COM-Interface oder einen TCP/IP-Port verwendet.
Die Engine verwendet DirectX 9.0c und unterstützt aktuelle Pixel- und Vertexshader.

### Visuelle Szenenbearbeitung
Die 2D- und 3D-Editoren von DX Studio können dazu verwendet werden, um interaktive Schichten und Sequenzen zu erstellen. Der Level Editor kann dazu verwendet werden, um einfache Szenen via Drag and Drop zu erstellen. Innerhalb dieser Szenen haben Benutzer die Möglichkeit, Texturen, Hintergründe und Soundeffekte zu bearbeiten. Benutzer haben auch die Möglichkeit, alles mit Hilfe von JavaScript selbst zu programmieren.

### Einbetten
Mit Hilfe der ActiveX-Technologie haben Benutzer die Möglichkeit, ihre eigenen C++,C# oder Visual-Basic.Net-Applikationen zu schreiben, und den DX Studio Player als Komponente einzufügen. Ein Browser-Plug-in ermöglicht es aus, die Dokumente in HTML-Dokumente einzubetten. Ein Dokument kann auch als eigenständige EXE-Datei gespeichert werden. Diese EXE-Datei prüft selbständig das System und lädt und installiert bei Bedarf DirectX.

### Dateiformate
Die aus DX Studio resultierenden Dateien verwenden standard XML, um die Szenen zu speichern. Diese Dateien beinhalten außerdem alle benötigten Ressourcen (Grafiken, Sounds, 3D-Modelle etc.), komprimiert in einer Datei. Dazu werden standard-ZIP-kompatible Algorithmen verwendet. Es ist zudem möglich, die Dateien mit einem Passwort zu schützen.

### Effekte
Visuelle Effekte wie der Ozean-Effekt, das Partikelsystem, Echtzeit-Schatten, 3D-Videoprojektion(im MPEG oder AVI Format), 3D-Sound und Postproduktion-Effekte (z. B. Sepia, Bloom und Koronia), sind integriert.
Für fortgeschrittene Benutzer steht das Plugin System Design Kit zur Verfügung, mit dem Benutzer ihre eigenen Effekte entwickeln können.

## Applikationen
DX Studio kam für folgende Arten von Applikationen zum Einsatz:
- Spiel-Engine für Windows-basierte Spiele
- Virtual Reality Plattform für 3D-Simulationen
- Modell (Architektur) für interaktive Rundgänge
- Digitales Lernspiel Engine für militärisches und medizinisches Training
- 3D-Webseiten
- Lernsoftware für Kollegs und Universitäten

## Rezeption
DX Studio sei preisgünstig, einfach zu nutzen und gut unterstützt. Die Performance sei träge, insbesondere mit Legacy-Dateien. DX Studio sei ein praktisches Werkzeug für schnelle Prototypen oder sehr einfach 3D-Applikationen. Die Editiermöglichkeiten seien minimal, aber oft ausreichend, um kleine Anpassungen vorzunehmen, ohne das Programm neu zu starten. Die Effekte seien hochwertige, die interaktive Echtzeit-3D-Vorschau nützlich. Für eine Auslieferung ins Web werden Plugins benötigt, eine Mac-Unterstützung fehlt, die Benutzeroberfläche sei gewöhnungsbedürftig.